# Mattia Carneri
Mattia Carnero, o Carneri, Carner, Carneris (Trento, 7 giugno 1592 – Trento, 13 ottobre 1674), è stato uno scultore e architetto italiano.

## Biografia

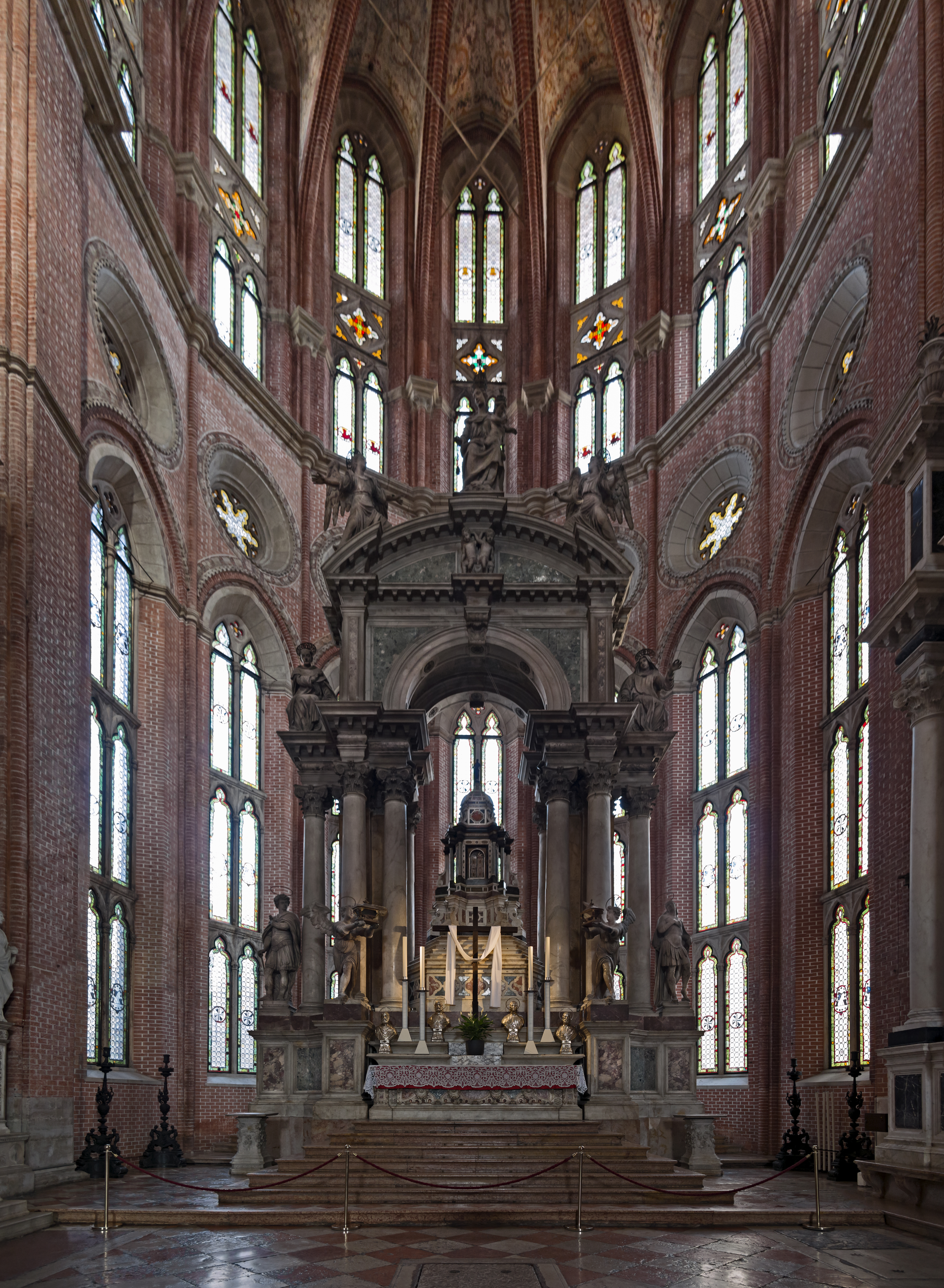
Altare maggiore, basilica dei Santi Giovanni e Paolo a Venezia

Figlio di Paolo Carneri e di Elisabetta Dell'Acqua, proveniva da una famiglia di artisti e fu avviato precocemente al mondo della scultura. Nel 1624 e ancora nel 1625 fu incaricato di erigere alcune strutture temporanee (archi trionfali) per onorare il passaggio degli arciduchi d'Austria; naturalmente, di questa attività non resta nulla.
Nel 1626 è documentato a Innsbruck dove realizzò l'altare maggiore della chiesa dei Servi di Maria e dove lavorò alla decorazione a stucco della cappella ducale della Hofkirche.
Dal 1631 risulta a Venezia dalla quale inviava a Trento un progetto per l'altare maggiore di Santa Maria Maggiore. Non fu realizzato, preferendogli quello di Cristoforo Benedetti senior e Camillo Vinoto su disegno di Elia Naurizio.

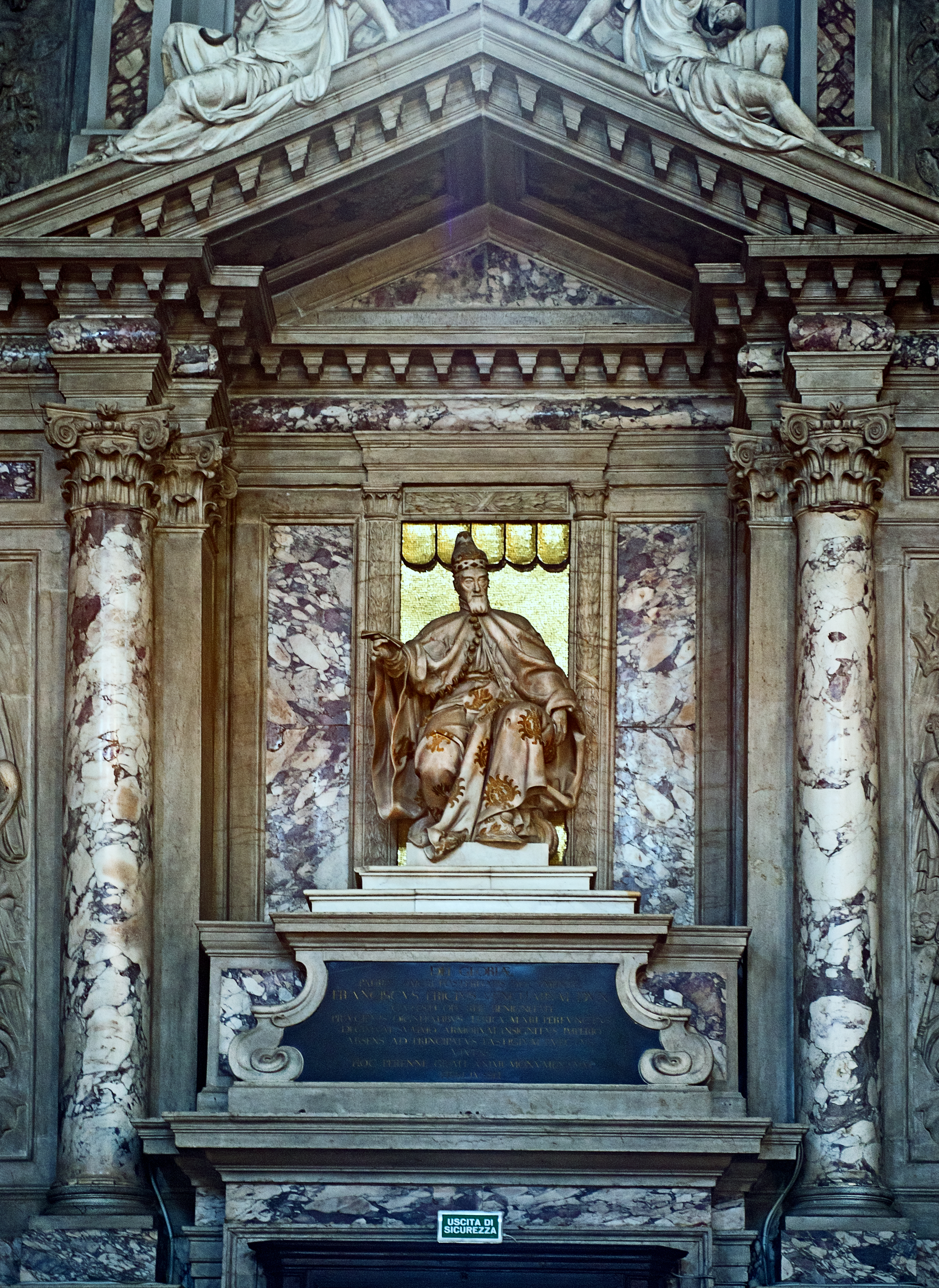
Monumento funebre a Francesco Erizzo, chiesa di San Martino.

Nel 1633 il doge Francesco Erizzo gli commissionava il proprio monumento funebre da erigere nella chiesa di San Martino, a prova del fatto che il Carneri era ormai un artista affermato. La critica attuale attribuisce ora a Baldassarre Longhena l'altare maggiore della chiesa dei Santi Giovanni e Paolo, assegnando allo scultore trentino solo qualche intervento.
In effetti, a partire dal 1630 il Carneri si ispirò sempre più all'arte Longhena, divenendone di fatto un seguace, e potrebbe allora essere suo anche il palazzo Erizzo di San Martino. Fu attivo anche in terraferma e soprattutto a Padova: attorno al 1645 iniziò il monumento a Giandomenico Sala, al Santo, mentre tre anni dopo lo si ritrova a lavorare all'altare di San Francesco Grande. Sempre a Padova, progettò e lavorò all'altare della Madonna dei Miracoli nella Cattedrale.
L'opera più rilevante è però il rinnovamento del presbiterio della basilica di Sant'Antonio. Difficile però dire in che misura sia intervenuto il Carneri: benché il suo progetto fosse stato approvato nel 1648, i troppi impegni lo costrinsero a ritardare sino al 1651, inviando come proti il figlio Andrea e un mantovano, tal Subrogadi; queste problematiche spinsero la presidenza della Venerabile Arca ad affidare i lavori a Lorenzo Bedogni. In aggiunta, concorse all'opera in qualità di impresario anche Giuseppe Sardi.
Forse queste delusioni contribuirono a farlo tornare a Trento, dove nel 1658 ornò di statue il catafalco del principe vescovo Carlo Emanuele Madruzzo.

## Opere
- Monumento funebre del canonico Ernesto Wolkenstein, 1621, pietra bianca ammonitica di Trento, 220 x 140 cm, transetto meridionale del Duomo di Trento. Il monumento fu realizzato dal padre Paolo Carneri in collaborazione con il figlio, che fu pagato uno zecchino per aver aiutato il padre.[3]
- Altare maggiore, 1626, chiesa dei Servi di Maria a Innsbruck
- Tabernacolo, 1630, Duomo di Treviso, dal 2000 al Museo diocesano[4]
- Monumento funerario per il doge Francesco Erizzo, 1634-1643, parete destra del transetto della chiesa di San Martino a Venezia
- Altare maggiore, 1637-1660 ca., basilica dei Santi Giovanni e Paolo a Venezia.
- Monumento a Gian Domenico Sala, 1644-1648, parete occidentale della navata destra della basilica del Santo a Padova. Carneri è autore inoltre delle due figure allegoriche (Allegoria del Tempo e Allegoria della Fama) e del busto[5]
- Altare di S. Francesco, 1648-1651, basilica del Santo a Padova
- Altare maggiore, 1657-1658, santuario della Madonna delle Laste a Trento. I lavori si interruppero nel 1658 e vennero ripresi da Jacopo Antonio Pozzo[6][7]